# Moniliformis soricis
Espèce
Synonymes
- Echinorhynchus soricis Rudolphi, 1819 - protonyme
- Echinorhynchus appendiculatus Westrumb (d), 1821

Moniliformis soricis est une espèce d'acanthocéphales de la famille des Moniliformidae. C'est un parasite digestif de la Musaraigne carrelet découvert par Rudolphi en 1819.